# 부시 감세
부시 감세(영어: Bush tax cuts)는 원래 조지 W. 부시 행정부에서 통과되었고 버락 오바마 행정부 기간 동안 연장된 미국의 세법 변경을 지칭하는 용어이다. 이는 다음을 통해 이루어졌다.
- 경제 성장 및 세금 감면 조정법 (2001년) (EGTRRA)
- 일자리 및 성장 세금 감면 조정법 (2003년) (JGTRRA)
- 세금 감면, 실업 보험 재승인 및 일자리 창출법 (2010년)
- 미국 납세자 구제법 (2012년) (부분 연장)

각 법안은 자체적인 입법 역사와 세법에 미치는 영향이 있지만, JGTRRA는 EGTRRA의 측면을 증폭하고 가속화했다. 2003년부터 이 두 법안은 특히 미국 경제와 인구에 미치는 영향을 분석하고 정치적 파급 효과를 논의할 때 함께 언급되는 경우가 많다. 두 법률 모두 논란이 많은 의회 재정 조정 절차를 사용하여 통과되었다.
부시 감세는 2010년 말에 만료되는 일몰제 조항을 포함하고 있었는데, 그렇지 않으면 버드 규칙에 저촉될 것이기 때문이었다. 인하된 세율을 갱신할지 여부와 방법은 장기간의 정치적 논쟁의 대상이 되었으며, 이는 버락 오바마 행정부 기간 동안 더 큰 세금 및 경제 패키지의 일부인 세금 감면, 실업 보험 재승인 및 일자리 창출법 (2010년)에 따라 2년 연장으로 해결되었다. 2012년, 재정절벽 기간 동안 오바마는 일몰 조항을 극복하고 연간 40만 달러 미만을 버는 독신자와 연간 45만 달러 미만을 버는 부부에게 세금 감면을 영구화했지만, 미국 납세자 구제법 (2012년)에 따라 더 높은 소득에는 일몰 조항이 적용되는 것을 막지는 않았다.
감세 전에는 최고 한계 소득세율이 39.6%였다. 감세 후에는 최고 세율이 35%였다. 고소득자(연간 40만 달러 이상을 버는 독신자와 연간 45만 달러 이상을 버는 부부)에 대한 감세가 만료되자 최고 소득세율은 39.6%로 돌아갔다.

## 대체 최저세에 대한 시사점

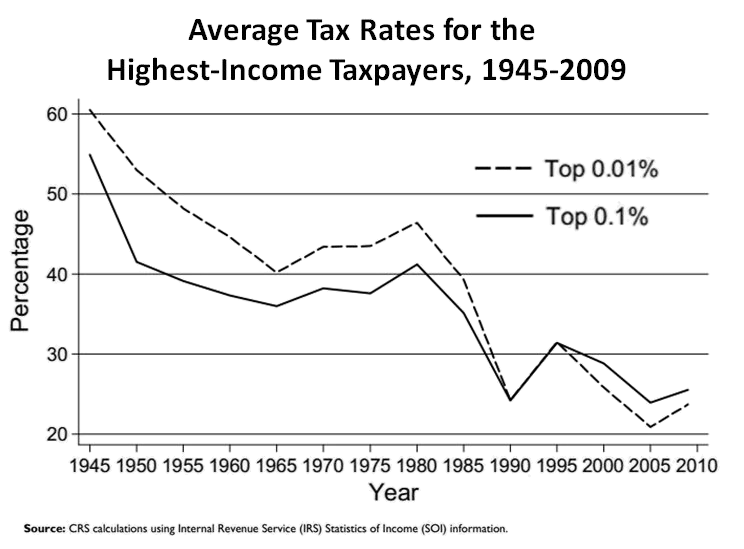
1945년부터 2009년까지 미국 최고 소득 납세자의 평균 세율 백분율

2001년 법과 2003년 법은 거의 모든 미국 납세자의 한계 세율을 크게 낮췄다. 이러한 세율 인하의 한 가지 부산물은 이전에 덜 알려진 미국 내국세법 조항인 대체 최저세 (AMT)를 부각시켰다는 것이다. AMT는 원래 부유한 납세자들이 "너무 많은" 세금 인센티브를 활용하여 세금 의무를 너무 많이 줄이지 못하도록 하기 위해 고안되었다. 이는 많은 공제액을 없애는 납세자의 세금 부채를 계산하는 병렬 시스템이다. 그러나 적용 가능한 AMT 세율은 2001년 및 2003년 법의 인하된 세율과 일치하도록 조정되지 않아 훨씬 더 많은 사람들이 더 높은 세금에 직면하게 되었다. 이는 많은 상위 중간 소득자, 특히 주 및 지방 소득세, 부양 가족 및 재산세에 대한 공제액이 있는 사람들에게 두 법의 혜택을 줄였다.
2001년 및 2003년 감세의 AMT 면제 수준 측면과 자본 이득 및 배당의 일몰 연도는 세금 증가 방지 및 조정법 (2005년)에서 세법에 가해진 조정 중 하나였다.

## CBO 평가
비당파적인 미국 의회예산처는 부시 감세가 자체적으로 비용을 충당하지 못했으며 국고 수입의 상당한 감소를 나타냈다고 일관되게 보고했다.
- CBO는 2012년 6월에 부시 감세(2001년 EGTRRA 및 2003년 JGTRRA)가 2002년부터 2011년까지 이자를 제외하고 총 약 1조 5천억 달러를 부채에 추가했다고 추정했다.[2]
- CBO는 2009년 1월에 부시 감세가 모든 소득 수준에서 완전히 연장될 경우 이자를 포함하여 2010년부터 2019년까지 약 3조 달러를 부채에 추가할 것이라고 추정했다.[3]
- CBO는 2009년 1월에 2011년부터 2019년까지 모든 소득 수준에서 부시 감세를 연장하면 연간 적자가 평균 GDP의 1.7% 증가하여 2018년과 2019년에는 GDP의 2.0%에 달할 것이라고 추정했다.[3]

## 감세 효과에 대한 논쟁

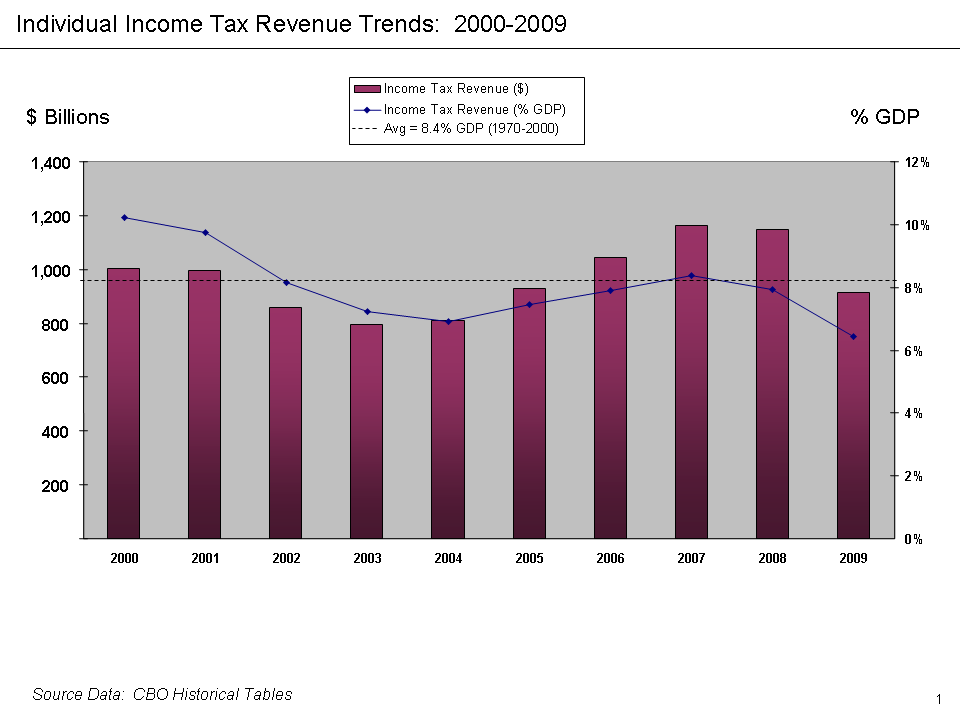
CBO 데이터 – 2000년부터 2009년까지 연방 개인 소득세 수입 추이 (달러 및 GDP 대비 %)

누가 감세의 혜택을 받았으며, 감세가 충분한 성장을 촉진하는 데 효과적이었는지에 대해 상당한 논쟁이 있었다. 제안 지지자와 낮은 세금을 옹호하는 사람들은 감세가 경제 회복과 일자리 창출 속도를 높였다고 말한다. 또한, 감세 옹호자들은 부자를 포함한 모든 시민에 대한 세금 인하가 모두에게 이익이 될 것이며, 그들의 세율이 세금 회피 수단을 사용하지 않고도 감소함에 따라 가장 부유한 미국인으로부터의 수입이 실제로 증가할 것이라고 주장했다. 반대론자들은 부자에 대한 감세가 단순히 낙수 효과에 불과하다고 주장했다. 월스트리트 저널 사설 페이지는 JGTRRA로 인해 백만장자 가구가 지불하는 세금이 2003년 1,360억 달러에서 2006년 2,740억 달러로 두 배 이상 증가했다고 밝혔다.
보수 공공 정책 싱크탱크인 헤리티지 재단 직원들이 발표한 보고서는 2001년 감세만으로 2010 회계연도까지 미국 국가 부채가 완전히 제거될 것이라고 주장했다.
헤리티지 재단은 2007년에 부시 감세가 부유층이 소득세 부담을 더 많이 지고 빈곤층이 덜 지는 결과를 가져왔다고 결론 내렸다. 반면 예산 및 정책 우선순위 센터 (CBPP)는 감세가 "가장 큰 혜택을 고소득 가구에 제공했다"고 결론 내렸다. CBPP는 조세 정책 센터의 데이터를 인용하여 세금 절감액의 24.2%가 소득 상위 1% 가구에 돌아갔고, 중간 20% 가구에는 8.9%가 돌아갔다고 밝혔다. 이 정책은 자본 이득세 감면을 통해 부유층에게 세금 감면을 제공한다는 이유로 민주당 의회 반대파들로부터 비판을 받았다.
조지 W. 부시 대통령, 딕 체니 부통령, 빌 프리스트 상원 다수당 원내대표의 "감세는 스스로 비용을 충당한다"는 주장은 CBPP, 미국 재무부, CBO에 의해 논쟁이 벌어졌다. 경제학자 폴 크루그먼은 2007년에 "감세가 스스로 비용을 충당할 것이라고 증거 없이 주장한 공급 측면 이론은 보수주의자들 사이에서도 전문 경제 연구의 세계에서 전혀 힘을 얻지 못했다"고 썼다. 2001년 이후 연방 소득세 수입은 2007년을 제외하고 GDP의 8.4%라는 30년 평균치에 미치지 못했으며, 2006년까지는 2000년의 최고치를 달성하지 못했다(오른쪽 차트 참조).

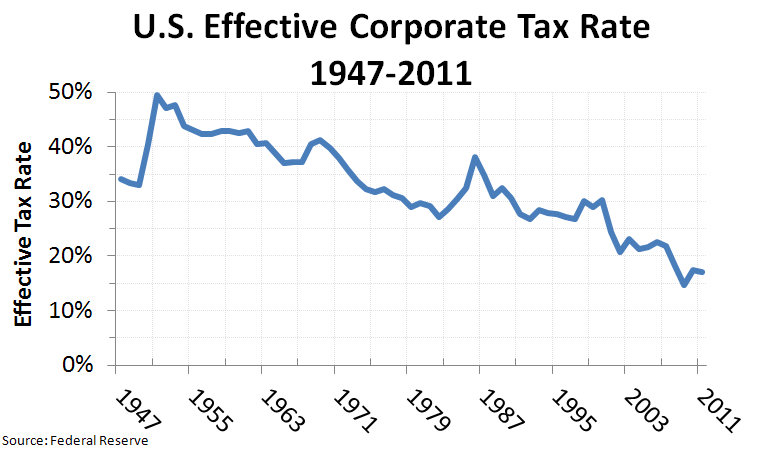
미국 연방 실효 법인세율, 1947-2011

일부 정책 분석가와 OMBWatch, 예산 및 정책 우선순위 센터, 조세 정책 센터와 같은 비영리 단체들은 소득 불평등 증가의 많은 부분을 부시 행정부의 조세 정책에 귀인시켰다. 2007년 2월, 조지 W. 부시 대통령은 처음으로 불평등 증가에 대해 언급하며 "그 이유는 분명합니다. 우리는 교육과 기술에 대한 보상이 점점 더 커지는 경제를 가지고 있기 때문입니다"라고 말했다.
비평가들은 중저소득 가구에 대한 감세를 포함한 감세가 성장을 촉진하는 데 실패했다고 주장한다. 비평가들은 또한 감세가 예산 적자를 증가시켰고, 세금 부담을 부자에서 중산층과 노동계급으로 전가시켰으며, 이미 높은 수준의 소득 불평등을 더욱 증가시켰다고 주장했다. 경제학자 피터 오자그와 윌리엄 게일은 부시 감세를 역정부 부의 재분배라고 묘사하며, "[상위 소득, 자본 소유 가구에서 저소득 및 중산층의 임금 소득 가구로] 과세 부담을 전환했다"고 말했다. 지지자들은 세율 구간이 1986년부터 1992년까지의 구간보다 여전히 더 누진적이며, 상류층에 더 높은 한계세율을 적용하고 1986년 세제개혁법이나 1990년 통합예산총괄조정법에 의해 확정된 것보다 중산층에 더 낮은 한계세율을 적용했다고 주장했다.

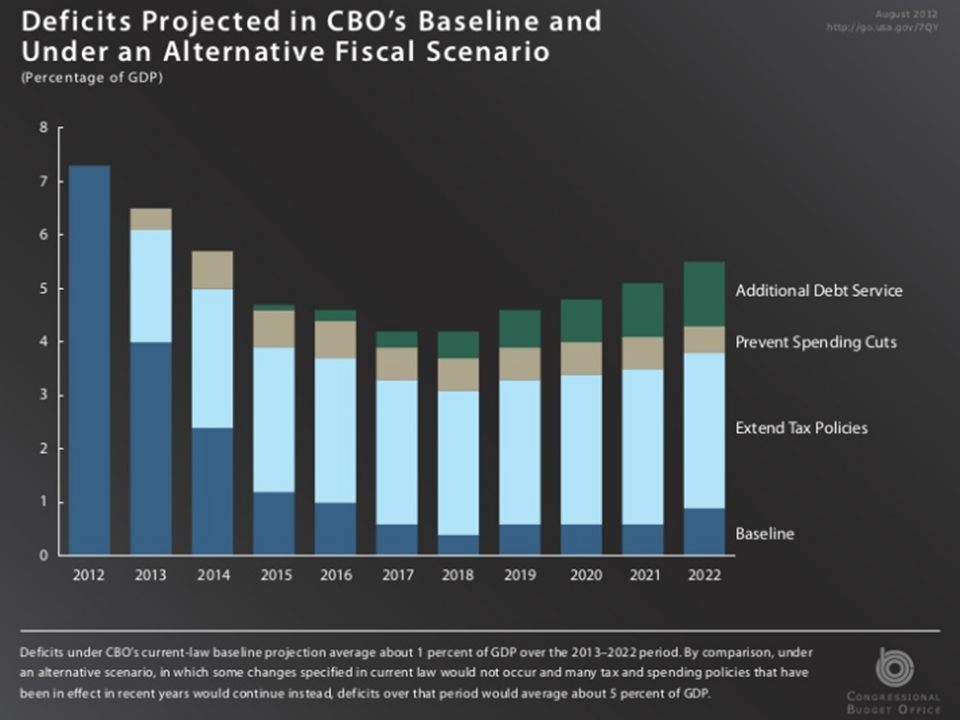
특정 정책 지속을 가정한 2011-2021년 미국 연방 예산 적자 (GDP 대비 %)

경제학자 사이먼 존슨은 2010년에 이렇게 썼다. "미국 정부는 세금을 많이 걷지 않는다. 적어도 유사한 선진 경제국보다 GDP 대비 10%포인트 적고, 군사, 사회 보장, 메디케어를 제외하고는 지출도 많지 않다. 정부 지출의 다른 부분은 동결하거나 심지어 삭감할 수 있지만, 큰 차이를 만들지는 않을 것이다. 이는 노년층 미국인들이 압박을 받게 될 것이며, 우리의 방어 능력은 저하될 것이라는 의미이다. 감세와 같은 아이디어에 양당 합의가 있다고 해서 그것이 타당하다는 것을 의미하지는 않는다. 오늘날의 감세론자들은 우리를 내일의 재정 위기와 미국 국가 안보에 대한 실질적인 손상으로 몰아넣었다."
워싱턴 포스트 기사는 다른 견해를 제시하며, 데이터에 따르면 예상 흑자 소멸의 가장 큰 원인은 지출 증가였으며, 이는 국가 재정 상태 악화의 36.5%를 차지했고, 그 다음으로 CBO의 부정확한 추정치(28%)가 뒤따랐다고 밝혔다. 부시 감세(일부 오바마 감세 포함)는 24%에 불과했다.
뉴욕 타임스는 사설에서 부시 시대의 전체 감세가 지난 10년간 적자의 가장 큰 원인이었으며, 2002년부터 2009년까지 약 1조 8천억 달러의 세수를 감소시켰다고 밝혔다. 그러나 2006년 기사는 세수에서 "놀라운 급증"이 있었으며, 이는 적자를 "억제하고" 있다고 주장했다.
CBO는 2012년 6월에 부시 감세(EGTRRA 및 JGTRRA)가 2001년부터 2011년까지 이자를 제외하고 약 1조 6천억 달러를 부채에 추가했다고 추정했다. 2006년 재무부 연구는 부시 감세가 시행 첫 4년 동안 연평균 GDP의 약 1.5%의 세수를 감소시켰으며, 이는 해당 감세가 없었을 때의 기준선과 비교하여 연간 약 6%의 세수 감소를 의미한다고 추정했다. 이 연구는 시행 첫 4년 이후의 분석은 확장하지 않았다.

## 감세 지속에 대한 논쟁

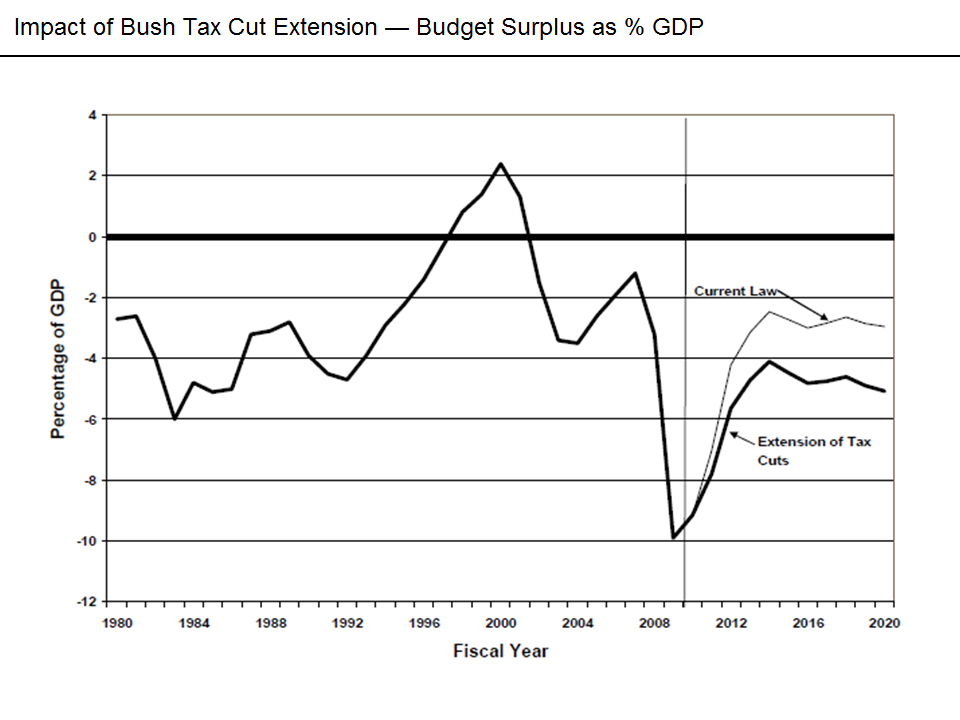
2010년 9월, 감세 연장에 대한 미국 의회조사국 (CRS) 분석

대부분의 감세는 2010년 12월 31일에 만료될 예정이었다. 만료에 대한 조치에 대한 논쟁은 2004년과 2008년 미국 대선에서 정기적인 쟁점이 되었는데, 공화당 후보들은 일반적으로 감세율의 영구화를 원했고, 민주당 후보들은 중산층 소득에 대해서는 낮은 세율을 유지하고 고소득층에 대해서는 클린턴 시대 세율로 돌아갈 것을 주장했다. 대선 캠페인 동안 당시 후보였던 오바마는 소득이 25만 달러 미만인 부부는 세금 인상의 대상이 되지 않을 것이라고 밝혔다. 이 소득 수준은 나중에 중산층을 정의하는 논쟁의 초점이 되었다.
2010년 8월, 미국 의회예산처 (CBO)는 2011년부터 2020년까지 감세를 연장하면 국채가 3조 3천억 달러 증가할 것이라고 추정했는데, 이는 포기된 세수 2조 6천5백억 달러에 이자와 부채 상환 비용 6천6백억 달러가 추가된 금액이다.
비당파적인 퓨 자선 신탁은 2010년 5월에 감세의 일부 또는 전부를 연장할 경우 다음과 같은 시나리오에서 다음과 같은 영향을 미칠 것이라고 추정했다.
- 소득에 관계없이 모든 납세자에게 감세를 영구화하면 향후 10년 동안 국채가 3조 3천억 달러 증가할 것이다.
- 연장을 개인 소득 20만 달러 미만 및 기혼 부부 소득 25만 달러 미만으로 제한하면 향후 10년 동안 부채가 약 2조 2천억 달러 증가할 것이다.
- 모든 납세자에게 감세를 2년만 연장하면 향후 10년 동안 5,610억 달러의 비용이 들 것이다.[36]

비당파적인 미국 의회조사국은 2010년 이후 2001년 및 2003년 감세 연장으로 인한 10년간의 세수 손실을 2조 9천억 달러로 추정했으며, 여기에 부채 상환 비용(이자) 6천6십억 달러가 추가되어 총 3조 5천억 달러에 달한다고 밝혔다.
2010년 7월 말, 도이체 방크의 분석가들은 25만 달러 이상을 버는 사람들에게 부시 감세가 만료되도록 허용하면 경제 회복이 크게 둔화될 것이라고 말했다. 그러나 티머시 가이트너 재무장관은 만료를 허용해도 그러한 둔화는 발생하지 않을 것이라고 말했다. 오바마 행정부는 연간 25만 달러 미만을 버는 부부에 대한 감세를 유지할 것을 제안했다. 경제학자 마크 잔디는 부시 감세를 영구화하는 것이 고려된 여러 정책 중 두 번째로 자극적이지 않을 것이라고 예측했다. 감세를 영구화하면 승수 효과가 0.29에 불과했다(식권의 최고 승수 효과는 1.73).

## 부시 감세 연장

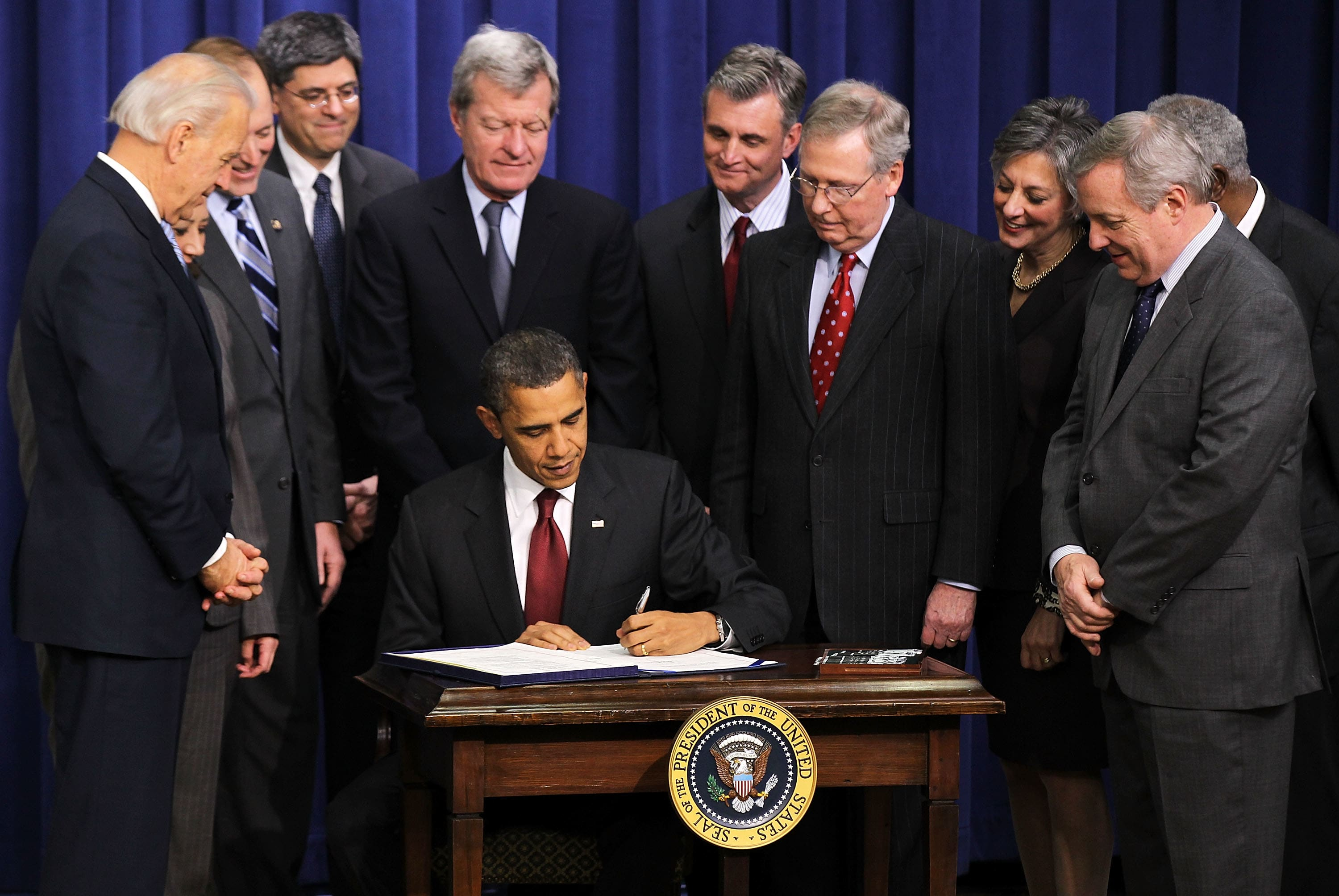
오바마 대통령이 감세 연장 법안에 서명하고 있다.

이 문제는 2010년 말, 제111차 의회의 레임덕 회기 중에 절정에 달했다. 슬러피 회담은 버락 오바마 대통령과 미국 의회 의원들 간의 백악관 회담으로 2010년 11월 30일에 열렸다. "슬러피 회담"이라는 이름은 2010년 중간 선거 캠페인 동안 오바마가 사용한 비유에서 따온 것이다. 이는 11월 중간 선거 이후 공화당이 하원을 장악하고 민주당이 장악한 상원에서 6석을 얻은 후 처음 열린 회담이었다. 오바마는 회담에서 재임 첫 2년 동안 공화당 의원들과 협력하는 데 더 많은 노력을 기울이지 않은 것에 대해 사과했고, 공화당과 민주당이 부시 감세 연장에 대한 합의를 이끌어내도록 돕기 위해 재무장관 팀 가이트너와 미국 관리예산실 국장 잭 루를 임명했다. 그 대가로 42명의 공화당 상원의원 전원이 세금 문제가 해결될 때까지 모든 법안을 저지하겠다고 맹세했다.
민주당 의원들은 "중산층" 가구에 대한 부시 시대 세율의 일몰을 연장하고 "고소득층"에 대해서는 만료를 허용하는 두 가지 시도를 했다. 첫 번째 제안은 25만 달러에서 마감선을 설정했고, 두 번째는 100만 달러로 구분선을 높였다. 두 제안 모두 하원에서 통과될 수 있었지만, 2010년 12월 4일에는 둘 다 필리버스터를 피하는 데 필요한 60표에 미치지 못했다.
2010년 12월 6일, 버락 오바마 대통령은 부시 감세의 임시 2년 연장을 중심으로 한 절충안이 합의되었다고 발표했다. 특히, 그 틀은 다음과 같은 핵심 사항을 포함했다.
- 2001년/2003년 소득세율을 2년 연장. 또한, 추가 2천1백만 가구가 세금 인상에 직면하지 않도록 AMT를 개혁. 이러한 조치는 1억 명 이상의 중산층 가족에게 구제를 제공하고 일반적인 가족의 연간 2,000달러 이상의 세금 인상을 방지하기 위한 것이다.[49]
- 경제 성장을 촉진하기 위해 고안된 추가 조항. 560억 달러의 실업 보험, 근로 가구를 위한 약 1,200억 달러의 급여세 감면, 가장 큰 피해를 입은 가족과 학생을 위한 약 400억 달러의 세금 감면, 2011년 기업을 위한 100% 비용 처리.[49][50]
- 상속세 조정. 500만 달러 면제 후 세율은 35%가 될 것이다.[50][51]

오바마는 다음과 같이 말했다. "나는 이 나라의 일하는 가족들이 워싱턴의 정치적 전쟁의 부수적인 피해자가 되는 것을 용납하지 않을 것이다. 그리고 우리가 이 파괴적인 경기 침체에서 벗어나고 있는 바로 이때 우리 경제가 후퇴하는 것을 용납하지 않을 것이다. ... 따라서, 타협보다 싸움을 선호하는 사람들에게 아무리 공감하더라도, 문제 해결보다 싸움이 정치적 지혜를 지시할 수도 있겠지만, 그것은 잘못된 일일 것이다. ... 현재로서는 이 양당 계획이 옳은 일이라고 생각한다. 일자리를 위해서도 옳은 일이고, 중산층을 위해서도 옳은 일이며, 기업을 위해서도 옳은 일이고, 우리 경제를 위해서도 옳은 일이다. 이는 우리가 잡아야 할 기회를 제공한다." 백악관 미디어 팀의 온라인 참여 국장인 코리 슐만(Kori Schulman, 2010)에 따르면, 이 합의는 세 가지 성과를 거두었다고 한다. "일하는 가족들은 감세 혜택을 잃지 않을 것이며, 높은 영향력의 일자리 창출 조치에 집중했고, 중장기적 적자를 악화시키지 않았다."

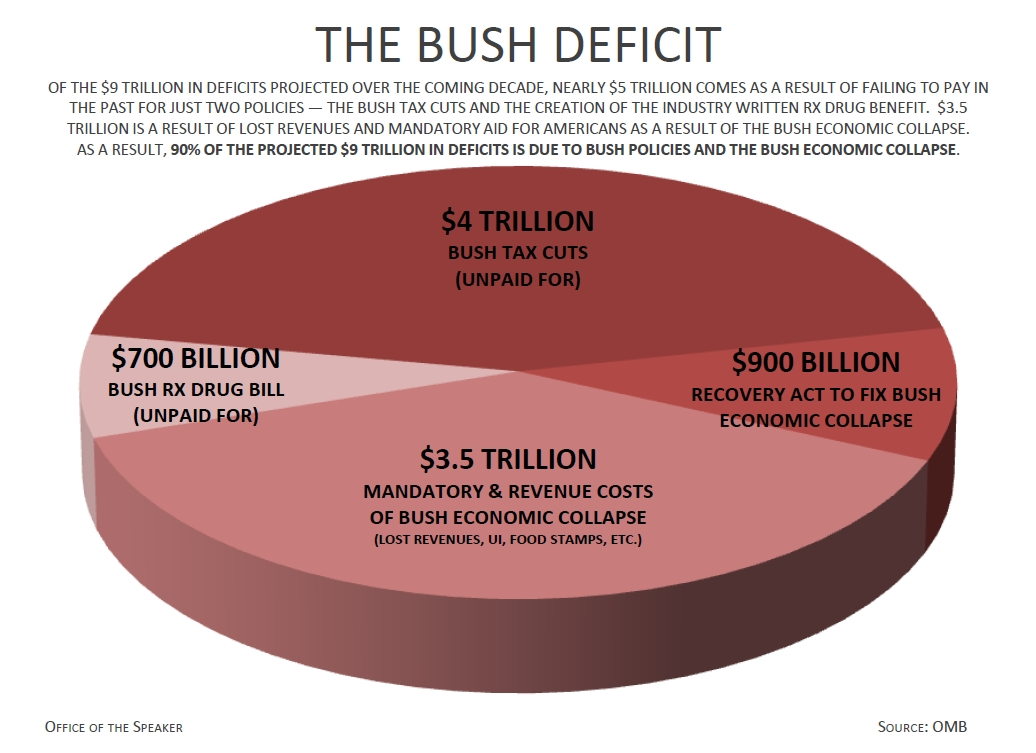
부시 적자, 낸시 펠로시

조 바이든 부통령과 같은 행정부 관리들은 가장 고소득 납세자들에게 낮은 세율을 계속 적용하는 것에도 불구하고 망설이는 민주당 의원들을 설득하여 계획을 수용하도록 노력했다. 이 타협안은 여론 조사에서 인기가 많았고, 오바마가 당의 진보적인 세력에 얽매이지 않는 합의 형성자로서 자신을 묘사할 수 있게 했다. 이 법안은 공화당의 가장 보수적인 의원들과 러시 림보와 같은 토크 라디오 진행자들, 그리고 티파티 운동의 일부 그룹으로부터 반대를 받았다. 또한 2012년 대통령 선거의 공화당 후보 중 여러 주요 잠재 후보들도 반대했는데, 그 중에는 밋 롬니도 있었다. 그 이유는 일반적으로 부시 감세를 영구화하지 않았고 국가 적자를 전반적으로 증가시킬 것이라는 이유에서였다.
이러한 논쟁 중에 인터뷰에서 전 부시 대통령은 "그들이 '부시 감세'가 아닌 다른 이름으로 불렀으면 좋겠다. 그러면 통과시키는 데 일부 사람들이 덜 불안했을 것이다"라고 말했다. 그는 세율 유지를 강력히 주장했다. "저는 우리 기업가들과 가족들에게 정부가 그들 자신의 돈을 쓰는 것을 신뢰한다는 신호를 보내는 것이 매우 중요하다고 믿는다. 그리고 저는 낮은 세금이 경제 성장을 자극하고 우리 나라에 지금 필요한 것이 경제 성장이라고 믿는다."
2010년 12월 15일, 상원은 81대 19로 타협안을 통과시켰으며, 민주당과 공화당 모두 대다수가 지지했다. 12월 16일 자정 무렵, 하원은 277대 148로 법안을 통과시켰다. 민주당은 소수에 불과했지만 공화당은 대다수가 이 패키지에 찬성표를 던졌다. 그 전에 얼 포메로이 민주당 하원의원과 민주당 코커스 내 진보파가 제안한 상속세 인상안은 194대 233으로 부결되었는데, 이는 그들에게는 이 거래의 궁극적인 쟁점이자 이에 반대하는 소규모 반란의 원인이었다. 워싱턴 포스트는 승인된 거래를 "거의 10년 만에 가장 중요한 세금 법안"이라고 불렀다. 버락 오바마 대통령은 2010년 12월 17일에 세금 감면, 실업 보험 재승인 및 일자리 창출법 (2010년)에 서명했다.

### 재정절벽

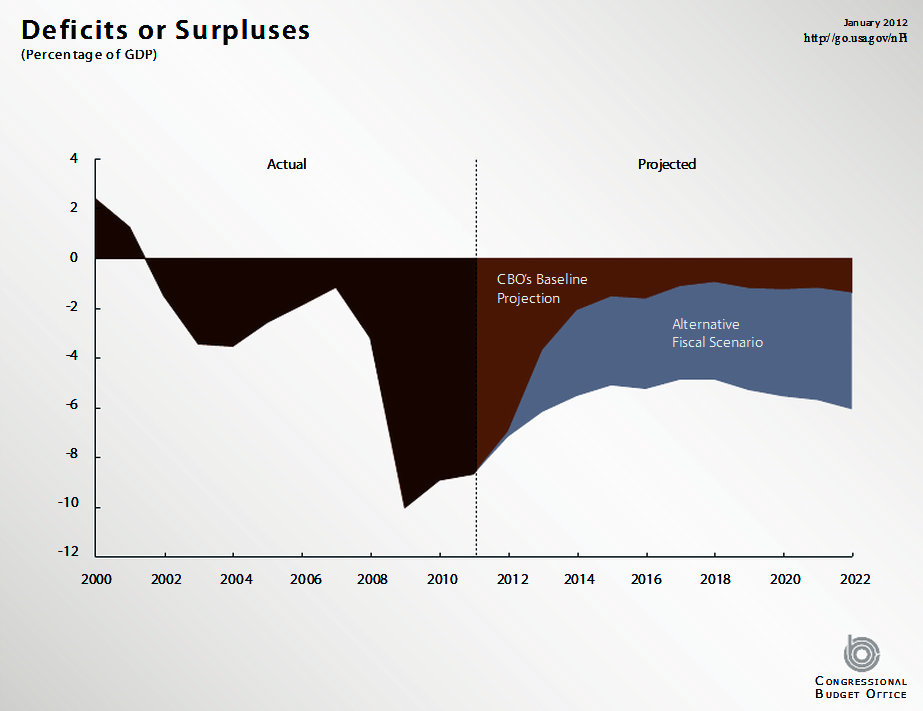
2022년까지 예상되는 예산 적자. CBO 기준선은 의회가 아무것도 하지 않을 경우 재정절벽의 영향을 보여준다. 대안 시나리오는 의회가 2012년 말에 만료될 예정인 세금 및 지출 법률을 연장할 경우 발생할 일을 나타낸다.

"재정절벽"은 2012년 12월 31일을 지칭하며, 정부 지출 감소와 다수의 감세 조치(대부분 조지 W. 부시 행정부에서 제정되어 오바마 대통령에 의해 연장된 감세)의 만료가 예상되는 날짜이다. 2012년 5월에 발표된 보고서에서 미국 의회예산처 (CBO)는 정부 지출 감소와 감세 외에도 환자 보호 및 부담적정 진료법으로 인한 비용 증가도 발효될 예정이었다. CBO는 이러한 정책 변화가 경기 침체로 간주될 정도로 경제 성장을 감소시킬 수 있지만, 2013년 적자는 약 절반으로 줄어들고 향후 10년간 부채 경로는 크게 개선될 것이라고 예측했다.
발생할 예정이었던 세율 인상은 존 베이너 하원의장, 에릭 캔터 하원 다수당 원내대표, 미치 매코널 상원 공화당 원내대표를 포함한 공화당원들에 의해 미국 역사상 가장 큰 규모라고 묘사되었지만, 미국은 클린턴 시대의 세율로 돌아갈 예정이었다. AP 통신에 따르면, 인구 증가, 임금 상승, 경제 규모를 고려하면 이번 인상은 1942년 세금 인상 다음으로 두 번째로 큰 규모가 될 것이라고 한다.
CBO와 미국 세금합동위원회의 수치에 따르면, 감세가 만료되도록 허용되었을 경우 2013년에 연방 세금은 총 4,230억 달러 증가했을 것이다. 비당파적인 조세 정책 센터는 미국 가구의 83%에 대해 평균 3,701달러의 세금 인상이 있을 것이라고 추정했으며, 헤리티지 재단은 감세 만료의 영향을 받는 사람들이 주로 중저소득층이며, 그들의 연구에 따르면 가족들은 평균 4,138달러의 세금 인상을 경험할 것이라고 밝혔다.
예산 및 정책 우선순위 센터에 따르면, 부시 소득세율의 만료(즉, 클린턴 시대의 세율로 돌아가는 것)는 저소득층 가족보다 고소득층 가족에 더 큰 영향을 미쳤을 것이다. 부시 감세는 2004년부터 2012년까지 연평균 100만 달러 이상을 버는 사람들의 소득세를 11만 달러 감소시켰다. 감세는 세금 시스템을 덜 누진적으로 만들었다. 2004년부터 2012년까지 감세는 최고 소득 납세자들의 세후 소득을 중저소득 납세자들보다 훨씬 더 큰 비율로 증가시켰다. 예를 들어 2010년에는 감세가 100만 달러 이상을 버는 사람들의 세후 소득을 7.3% 이상 증가시켰지만, 중산층 가구의 세후 소득은 2.8%만 증가시켰다.
CBO의 보고서는 감세 및 지출 정책을 연장하면 연방 부채가 2012년 GDP의 73%에서 2022년에는 90% 이상으로 증가할 것이라고 결론 내렸지만, 감세가 만료되고 예정된 지출 삭감이 이루어진다면 국가채무 대 GDP 비율이 2022년에는 61%로 감소할 것이라고 밝혔다. CBO는 다음과 같은 결론을 내렸다.
대안적 재정 시나리오에서 연방 부채의 폭발적인 경로는 연방 정부를 지속 가능한 재정 경로에 놓기 위한 대규모적이고 시기적절한 정책 변화의 필요성을 강조한다. 정책 입안자들은 GDP 대비 세수를 역사적 수준보다 실질적으로 늘리거나, 예상 수준보다 지출을 상당히 줄이거나, 이 두 가지 접근 방식의 일부 조합을 채택해야 할 것이다. 사실, CBO의 기본 예측의 근간을 이루는 현행 법률은 향후 몇 년 동안 그러한 종류의 상당한 변화를 제공한다. 미래 적자를 억제하는 다른 많은 접근 방식도 가능하다.
CBO의 "대안 시나리오"는 감세 연장 및 예정된 자동 지출 삭감 방지를 의미하는 반면, "기준선 시나리오"는 감세 만료 및 지출 삭감이 2012년 6월 현재 시행 중인 법률에 따라 이루어지는 것을 의미한다.
세율 인하 만료는 하원 세입세출위원회를 포함한 공화당원들이 반대했으며, 그들은 모든 소득 수준, 자본 이득, 배당 및 상속세에 대한 연방 세율이 동일하게 유지되도록 보장하는 1년 연장 법안을 제안하려고 했다. 이 법안은 또한 자녀 세금 공제를 포함한 세금 공제를 유지하지만 현재의 급여세 감면을 종료할 것을 제안했을 것이다. 민주당이 다수를 차지한 상원은 가구 소득 중 연간 25만 달러 미만 부분에 대해서만 감세 연장을 지지했다.

## 미국 납세자 구제법 (2012년)
2013년 1월 1일, 부시 감세가 만료되었다. 그러나 2013년 1월 2일, 오바마 대통령은 2012년 미국 납세자 구제법에 서명하여 많은 감세를 1월 1일로 소급 적용하여 복원했다. 2012년 법은 부시 감세의 만료로 1월 1일에 부과되었던 최고 한계 소득세율 인상(35%에서 39.6%로)을 폐지하지 않았다.

## 같이 보기
- 버락 오바마의 경제 정책
- 조지 W. 부시 행정부의 경제 정책
- 부시 감세에 반대하는 경제학자들의 성명
- 미국의 조세